# Vallen, Luleå kommun
Vallen är en by i Nederluleå socken, Luleå kommun. Byn ligger vid Mörön, Sverige. Orten ingår i det större området Sörfjärden i södra Lule skärgård,
Det finns två sjöar i vallen, Sikavan samt Vallsavan. 
Vallens Camping ligger intill Dravelsviken.
Vallens by har ett hund- och kattpensionat Binnagården, en Lantgård Mörövallens Lantgård samt en camping och café Vallens Camping.
Under första världskriget och framåt, då tuberkulosen härjade och fattigdomen var utbredd i Sverige, fyllde kolonierna även andra funktioner. Många barn i fattiga familjer erbjöds näringsrik kost, omsorg och möjlighet till återhämtning under sommarmånaderna. 
Även i Luleå var behoven stora och 1917 byggdes den första kolonin på Vallen i Dravelsviken, utanför Ersnäs. Platsen ansågs som lämplig eftersom där fanns långgrund sandstrand, skogklädda höjder och telefonförbindelse. 1918 kunde de första 48 barnen sändas till Vallen för två månaders sommarvistelse.